# Cantone di Cumandá
Il Cantone di Cumandá è un cantone dell'Ecuador che si trova nella Provincia del Chimborazo.
Il capoluogo del cantone è Cumandá.
| Controllo di autorità | VIAF (EN) 170824309 · LCCN (EN) no2011079892 |